# Чемпионат Европы по академической гребле 2016
Чемпионат Европы по академической гребле 2016 года прошёл с 6 по 8 мая в городе Бранденбург (Германия). В нём приняли участие 525 гребцов из 34 стран, которые разыграли комплекты наград в 17 дисциплинах.

## Медалисты

### Мужчины
| Дисциплина                | Золото | Время   | Серебро | Время   | Бронза | Время   |
| ------------------------- | --- | ------- | --- | ------- | --- | ------- |
| M1x (Одиночки)            | Хорватия · Дамир Мартин | 8:05,59 | Литва · Миндаугас Гришконис | 8:19,30 | Чехия · Ондржей Сынек | 8:25,40 |
| M2x (Двойки парные)       | Хорватия · Мартин Синкович · Валент Синкович | 7:06,33 | Германия · Марсель Хаккер · Штефан Крюгер | 7:14,22 | Литва · Роландас Мащинскас · Саулюс Риттер | 7:17,79 |
| M2− (Двойки распашные)    | Венгрия · Адриан Юхас · Бела Шимон | 7:05,70 | Великобритания · Алан Синклер · Стюарт Иннес | 7:06,28 | Нидерланды · Рул Брас · Митчел Стенман | 7:06,78 |
| M4x (Четвёрки парные)     | Эстония · Андрей Ямся · Аллар Рая · Тыну Эндрексон · Каспар Таймсоо | 6:29,82 | Литва · Довидас Немеравичюс · Мартинас Джяугис · Доминикас Янчёнис · Ауримас Адомавичюс                                                                                    | 6:31,98 | Россия · Никита Моргачёв · Артём Косов · Владислав Рябцев · Сергей Федоровцев                                                                           | 6:32,27 |
| M4− (Четвёрки распашные)  | Великобритания · Александер Грегори · Мохамед Сбихи · Джордж Нэш · Константин Лулудис                                                                                       | 6:18,93 | Беларусь · Вадим Лялин · Денис Мигаль · Николай Шарлап · Игорь Пашевич | 6:20,91 | Франция · Валантен Онфруа · Бенжамен Ланг · Микаэль Марто · Теофиль Онфруа                                                                              | 6:21,55 |
| M8+ (Восьмёрки)           | Германия · Максимилиан Мунски · Мальте Якшик · Андреас Куффнер · Феликс Драхотта · Максимилиан Райнельт · Эрик Йоханнесен · Рихард Шмидт · Ханнес Оцик · Мартин Зауэр (рул) | 6:16,65 | Россия · Роман Ломачев · Лев Гриценко · Максим Голубев · Павел Сорин · Вячеслав Михайлевский · Александр Корнилов · Семён Яганов · Даниил Андриенко · Павел Сафонкин (рул) | 6:17,43 | Великобритания · Мэттью Готрел · Скотт Дюрант · Том Рэнсли · Пол Беннетт · Пит Рид · Эндрю Триггз-Ходж · Мэтт Лэнгридж · Уильям Сэтч · Филан Хилл (рул) | 6:20,39 |
| Лёгкий вес                | |         | |         | |         |
| LM1x (Одиночки)           | Словакия · Лукаш Бабач | 7:33,42 | Германия · Константин Штайнхюбель | 7:35,54 | Словения · Райко Хрват | 7:36,72 |
| LM2x (Двойки парные)      | Ирландия · Гари О’Донован · Пол О’Донован | 6:57,76 | Германия · Мориц Мос · Язон Осборне | 6:59,54 | Норвегия · Кристоффер Брун · Аре Страндли | 7:00,52 |
| LM2− (Двойки распашные)   | Великобритания · Сэм Скримджо · Джоэл Касселс | 7:00,38 | Дания · Эмиль Эспенсен · Йенс Вильхельмсен | 7:03,94 | Испания · Серхио Перес · Хесус Гонсалес | 7:05,32 |
| LM4− (Четвёрки распашные) | Швейцария Лукас Трамер Симон Шюрх Симон Нипманн Марио Гир | 6:45,24 | Великобритания · Кристофер Бартли · Марк Олдред · Джонатан Клегг · Питер Чемберс                                                                                           | 6:47,73 | Германия · Йонатан Кох · Лукас Шефер · Тобиас Францман · Ларс Вихерт                                                                                    | 6:51,66 |

### Женщины
| Дисциплина             | Золото | Время   | Серебро | Время   | Бронза | Время   |
| ---------------------- | --- | ------- | --- | ------- | --- | ------- |
| W1x (Одиночки)         | Австрия · Магдалена Лобниг | 9:22,32 | Латвия · Элза Гулбе | 9:39,10 | Ирландия · Санита Пушпуре | 9:44,77 |
| W2x (Двойки парные)    | Беларусь · Юлия Бичик · Татьяна Кухта | 8:25,91 | Германия · Юлия Лир · Марайке Адамс | 8:28,30 | Чехия · Кристина Фляйсснерова · Ленка Антошова | 8:31,94 |
| W2− (Двойки распашные) | Великобритания · Хелен Гловер · Хизер Стэннинг | 7:35,93 | Германия · Керстин Хартман · Катрин Маршан | 7:43,81 | Румыния · Мэдэлина Береш · Лаура Опря | 7:47,18 |
| W4x (Четвёрки парные)  | Германия · Аннекатрин Тиле · Карина Бер · Мари-Катерине Арнольд · Лиза Шмидла                                                                                     | 7:14,31 | Польша · Агнешка Кобус · Йоанна Лещинская · Мария Спрингвальд · Моника Цячух                                                                                          | 7:18,53 | Украина · Дарина Верхогляд · Алёна Буряк · Анастасия Коженкова · Евгения Нимченко | 7:21,12 |
| W8+ (Восьмёрки)        | Великобритания · Кэтрин Гривз · Мелани Уилсон · Фрэнсис Хотон · Полли Суонн · Джессика Эдди · Оливия Карнеги-Браун · Карен Беннетт · Зои Ли · Зои Де Толедо (рул) | 6:51,46 | Нидерланды · Вианка ван Дорп · Софи Сауэр · Лис Рустенбург · Йосе ван Вен · Элизабет Хогерверф · Клаудия Белдербос · Моника Ланц · Оливия ван Ройн · Аэ-Ри Норт (рул) | 6:51,83 | Россия · Юлия Калиновская · Юлия Иноземцева · Юлия Попова · Алевтина Савкина · Анастасия Карабельщикова · Александра Фёдорова · Елена Лебедева · Елена Орябинская · Ксения Волкова (рул) | 6:55,43 |
| Лёгкий вес             | |         | |         | |         |
| LW1x (Одиночки)        | Германия · Аня Носке | 8:26,75 | Дания · Рунге Хольмегор | 8:32,54 | Нидерланды · Элизабет Вурнер | 8:37,05 |
| LW2x (Двойки парные)   | Нидерланды · Илсе Паулис · Майке Хеад | 7:40,50 | Германия · Фини Штурм · Мари-Луизе Дрегер | 7:42,79 | Польша · Йоанна Дороцяк · Вероника Дереш | 7:44,88 |

## Командный зачёт
| Место | Страна         | Золото | Серебро | Бронза | Всего |
| ----- | -------------- | ------ | ------- | ------ | ----- |
| 1     | Великобритания | 4      | 2       | 1      | 7     |
| 2     | Германия       | 3      | 6       | 1      | 10    |
| 3     | Хорватия       | 2      | 0       | 0      | 2     |
| 4     | Нидерланды     | 1      | 1       | 2      | 4     |
| 5     | Беларусь       | 1      | 1       | 0      | 2     |
| 6     | Ирландия       | 1      | 0       | 1      | 2     |
| 7     | Австрия        | 1      | 0       | 0      | 1     |
| 7     | Венгрия        | 1      | 0       | 0      | 1     |
| 7     | Словакия       | 1      | 0       | 0      | 1     |
| 7     | Швейцария      | 1      | 0       | 0      | 1     |
| 7     | Эстония        | 1      | 0       | 0      | 1     |
| 12    | Литва          | 0      | 2       | 1      | 3     |
| 13    | Дания          | 0      | 2       | 0      | 2     |
| 14    | Россия         | 0      | 1       | 2      | 3     |
| 15    | Польша         | 0      | 1       | 1      | 2     |
| 16    | Латвия         | 0      | 1       | 0      | 1     |
| 17    | Чехия          | 0      | 0       | 2      | 2     |
| 18    | Испания        | 0      | 0       | 1      | 1     |
| 18    | Норвегия       | 0      | 0       | 1      | 1     |
| 18    | Румыния        | 0      | 0       | 1      | 1     |
| 18    | Словения       | 0      | 0       | 1      | 1     |
| 18    | Украина        | 0      | 0       | 1      | 1     |
| 18    | Франция        | 0      | 0       | 1      | 1     |
| Всего | Всего          | 17     | 17      | 17     | 51    |

 Страна — хозяйка соревнований